# Beniamino Battistella
Beniamino Battistella (Breganze, 2 febbraio 1945) è un ex hockeista su pista e allenatore di hockey su pista italiano.

## Biografia
Nel 1971 dopo aver vestito la maglia del Laverda Breganze (società nella quale esordì) approdò all'Hockey Novara (squadra che guiderà anche da capitano) per potenziare ulteriormente una squadra già competitiva in cui militavano Olthoff, Fontana, Zaffinetti e Aina per citarne alcuni e conquistò il suo primo scudetto.
Si riconfermò campione d'Italia nel '72, '73, '74, '75 e '77.
A partire dal 1972 vinse la speciale classifica dei cannonieri con 62 reti, ripetendosi nelle successive edizioni del '73, '74, '75. Si riconfermò cannoniere di rango nel 1977 vincendo la classifica a pari merito con Frasca del Giovinazzo. Nel 1979 concluse la sua carriera di giocatore nell'Hockey Novara per poi intraprendere quella da allenatore.
Dopo una parentesi a Vercelli (nel 1980-81 in veste di allenatore-giocatore e dal 1981 al 1983 come allenatore), ritornò a Novara alla guida tecnica della squadra vincendo ulteriori scudetti e coppe. In particolare fu l'allenatore del primo grande slam dell'Hockey Novara realizzato durante la stagione 1984-1985. Oltre alla società piemontese allenò l'Hockey Club Forte dei Marmi, la Reggiana Hockey Club (1990-1991), il Breganze, gli svizzeri del Montreux, la Rotellistica 93 Novara e l'Amatori Vercelli.
Con la maglia della Nazionale italiana partecipò a diverse edizioni del Campionato del mondo e del Campionato Europeo.

## Palmarès

### Giocatore

#### Club

##### Competizioni nazionali
- Campionato italiano: 6
  - Novara: 1971, 1972, 1973, 1974, 1975, 1977

- Coppa Italia: 3
  - Laverda Breganze: 1968
  - Novara: 1972, 1976

#### Individuale
- Capocannoniere della Serie A (Stecca d'oro): 7
  - Laverda Breganze: 1967 (43 gol), 1968 (43 gol)
  - Novara: 1972 (62 gol), 1973 (60 gol), 1974 (58 gol), 1975 (67 gol), 1977 (44 gol),

### Allenatore

#### Club

##### Competizioni nazionali
- Campionato italiano: 9
  - Novara: 1977, 1984-1985, 1986-1987, 1987-1988, 1992-1993, 1994-1995, 1996-1997, 1997-1998
  - Amatori Vercelli: 1982-1983

- Coppa Italia: 10
  - Amatori Vercelli: 1982-1983
  - Novara: 1984-1985, 1985-1986, 1986-1987, 1987-1988, 1994-1995, 1995-1996, 1996-1997, 1997-1998, 2001-2002

##### Competizioni internazionali
- Coppa CERS/WSE: 3
  - Amatori Vercelli: 1982-1983
  - Novara: 1984-1985, 1991-1992